# 哭泣的女人
《哭泣的女人》（英語：The Weeping Woman）是毕加索于1937年创作的一幅油画作品。当时毕加索非常着迷于这个主题，在同一年里重画了多次。现在的这幅油画是这个系列里面最终也是最精緻的一幅，现存于英国伦敦的泰特美术馆。
这幅画被认为是毕加索的史诗作品格尔尼卡的苦难主题延续，毕加索的关注点渐渐从西班牙内战带给民众和社会带来的苦难转移到单纯的个人苦难上来。画中的人物，正是朵拉·瑪爾，1936年与毕加索相识时是一名专业摄影师，后来成为毕加索的情妇，直到1944年。
毕加索曾经解释道：“对于我来说，她就是个哭泣中的女人。几年当中，我都在画她遭受痛苦折磨中的样子，不带着丝毫愉快，只是遵从与视觉影像。这是深刻的写实，而不只是停留在表面。”